# Бучер, Рой
Генерал сэр Фрэнсис Роберт Рой Бучер (англ. Roy Bucher; 31 августа 1895, Эдинбург, Шотландия, Великобритания — 5 января 1980) — солдат британской армии, второй главнокомандующий Сухопутными войсками Индии и последний человек в этой должности, не являющийся индийцем.

## Военная карьера
Рой Бучер получил образование в Эдинбургской академии, а затем был зачислен в Королевское военное училище города Сандхерста, из которого 15 августа 1914 года в звании второго лейтенанта был зачислен в Британскую индийскую армию. Бучер был «прикреплён» к 4-му камеронскому батальону в Великобритании с 25 августа 1914 года по 30 апреля 1915 года, когда вступил в 1-й батальон того же полка во Франции. Он оставался в том батальоне до 8 ноября 1915 года, когда был переведён в 55-й коксовый стрелковый полк пограничных войск. Утверждённый 5 сентября 1915 года в звании второго лейтенанта, Бучер был произведён в лейтенанты 15 ноября 1916 года.
Рой Бучер перешёл в 13-й лансьерский полк герцога Коннаутского в 1916 году, и был произведён в исполняющие обязанности капитана 23 мая 1917 года, снова получил это звание 16 октября 1917 года и был повышен до полного звания капитана 15 августа 1918 года.
Во время Третьей англо-афганской войны Бучер служил на территории Афганистана и Вазиристана, за что 1 января 1920 года был награждён Военным крестом. В 1926 году он поступил в Штабной колледж города Кемберли. С 7 июля 1929 года по 15 июня 1931 года Рой Бучер являлся офицером Генерального штаба 3-го класса, а затем был заместителем помощника генерал-адъютанта с 16 июня 1931 года по 6 апреля 1933 года на территории плоскогорья Декан. 15 августа 1932 года Бучеру было присвоено звание майора, а 1 июля 1937 года — временное звание подполковника.
Произведённый в полное звание подполковника 1 ноября 1939 года, Рой Бучер служил во время Второй мировой войны первоначально в качестве коменданта 12-го кавалерийского полка пограничных войск, затем в качестве помощника коменданта Центра подготовки индийских кавалеристов с 1 марта по 31 августа 1940 года, и далее как комендант Центра подготовки индийских кавалеристов с 1 сентября 1940 года по 23 января 1941 года. С 24 января по 23 июня 1941 года Бучер являлся помощником генерал-адъютанта в Генеральном штабе Индии. В том же году он был назначен помощником генерал-квартирмейстера в Ираке, а 21 марта 1942 года был назначен ответственным за управление Южным командованием Индии, получив действующее звание генерал-майора. 21 июля 1942 года (со старшинством с 1 июля 1940 года) Рой Бучер был произведён в полковники, а 21 марта 1943 года получил временное звание генерал-майора. В рамках новогодних почестей 1945 года Бучер был награждён орденом Бани. 6 апреля 1945 года он был повышен до полного звания генерал-майора (со старшинством с 5 июня 1944 года).
После Второй мировой войны Рой Бучер был назначен командующим генерал-офицером провинциями Британской Индии Бенгалия и Ассам. 4 августа 1946 года Бучер был произведён в исполняющие обязанности генерал-лейтенанта и стал главнокомандующим Восточным командованием Индии, а с 1 января 1948 года по 15 января 1949 года он являлся главнокомандующим Сухопутными войсками Индии.
Во время Первой индо-пакистанской войны Сухопутным войскам Индии под командованием Роя Бучера удалось «оттеснить» пакистанских военнослужащих и представителей племён Кашмира, а также захватить большую часть спорной территории. 28 ноября 1948 года Бучер дал совет премьер-министру Индии Джавахарлалу Неру согласиться на прекращение огня, поскольку «общее военное решение больше невозможно». Потом он в своём интервью Балу Раму Нанде сказал, что министр обороны Балдев Сингх 31 декабря 1948 года сообщил ему о соблюдении режима прекращения огня.
В 1948 году, в связи с днём рождения короля Георга VI, Рой Бучер был награждён орденом Британской империи в степени рыцаря-командора. 9 октября 1949 года он вышел в отставку в звании генерала, а 26 сентября 1950 года был произведён в генерал-майоры в резервном списке, сохранив своё звание.